# Nichoria

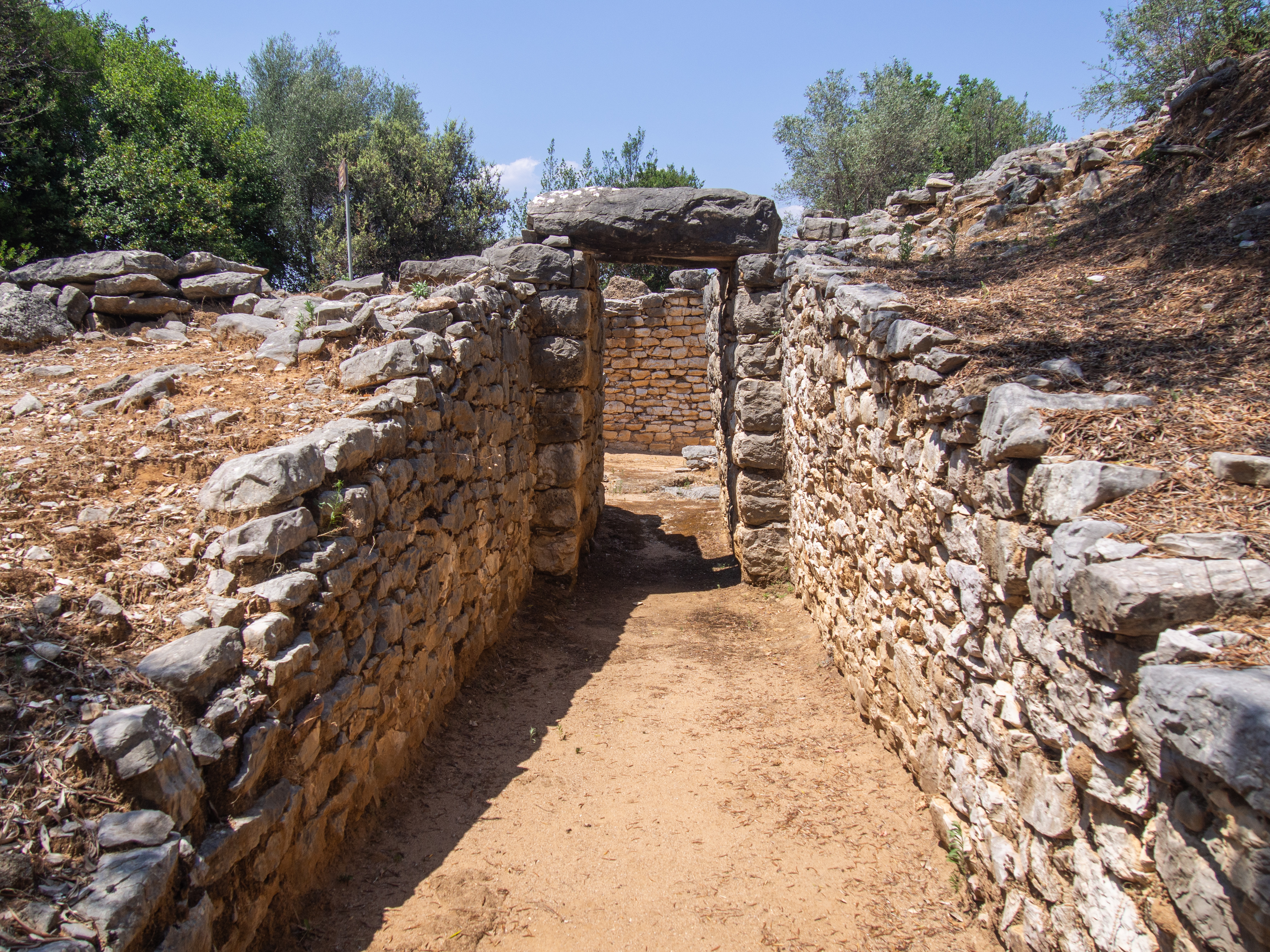
Mykenisches Nichoria

Nichoria ist ein in Messenien gelegener Fundplatz einer bronzezeitlichen (früh- bis späthelladischen) und einer früh-eisenzeitlichen Siedlung bei dem Dorf Karpofora unweit von Petalidi am Westrand des Messenischen Golfs, der die beiden westlichen Finger des Peloponnes, Messenien und Mani trennt. Die jüngere Siedlung ist einer der wenigen Fundorte der sogenannten Dunklen Jahrhunderte Griechenlands und ist damit für die Entstehung von Hierarchien und Herrschaften der protogeometrischen Zeit sowie der Polis bedeutend.
Archäologische Grabungen unter der Leitung von George R. Rapp und William McDonald von der University of Minnesota an der verhältnismäßig großen Siedlung, die aber nicht die Größenordnung einer mykenischen Palastsiedlung erreichte, fanden von 1968 bis 1975 statt (Nichoria I-III). In der ursprünglich bronzezeitlichen Siedlung, deren überbaute Fläche in mykenischer Zeit auf annähernd vier Hektar geschätzt wurde, fanden sich einstöckige, rechteckige Gebäude. Nichoria war in mykenischer Zeit wohl dem bedeutenderen Pylos untergeordnet.
Offenbar wurde der Ort für etwa ein Jahrhundert aufgegeben, um dann im 2. Viertel des 11. Jahrhunderts, einer Zeit sehr starken Bevölkerungsrückgangs in ganz Griechenland, erneut besiedelt zu werden. Zum Hausbau wurde organisches Material benutzt und in geringem Umfang auch Material aus den Ruinen der mykenischen Siedlung wiederverwendet. Dabei schätzt man die Anzahl der Bewohner auf etwa 60, eine Zahl, die aus 13 bis 14 Familien hochgerechnet wurde. Eine soziale Hierarchie oder eine sonstige Differenzierung ist nicht zu erkennen, sehr wohl aber ein Zusammenleben in voneinander abgetrennten Großfamilien im Gegensatz zu der älteren eher städtisch anmutenden Siedlungsstruktur.
Im 10. und 9. Jahrhundert erreichte der Ort mit etwa 40 Familien seine größte Einwohnerzahl. Diese etwa 200 Menschen betrieben offenbar mehr Viehhaltung und Jagd als in mykenischer Zeit, in der der Schwerpunkt eindeutiger auf dem Ackerbau lag. Eisen wurde erstmals in nennenswertem Umfang als Werkstoff genutzt, war aber noch sehr kostbar. Die Artefakte, die auf extensiven Fernhandel schließen lassen, fehlen spätestens ab dem 8. Jahrhundert. Die Siedlung wurde um 750 v. Chr. niedergebrannt und aufgegeben.
In einem etwas größeren, 10 m langen Bau wohnte die Führungsfamilie; dort befand sich anscheinend auch eine Art Kernraum des rituellen Lebens. In ihm wurden Versammlungen und Feiern abgehalten. Die Vergrößerung des Bauwerks auf 15,9 m fand um 850 v. Chr. statt und schloss nun eine Apsis ein. In Unit IV ließen sich Tätigkeiten wie Vorratshaltung, Essenszubereitung und -verzehr (einschließlich Linsen, Fleisch und Getränke) belegen. Einzelne Räume wurden nicht abgetrennt, es sei denn, kleine Nischen, etwa an der Apsis gegenüber dem Eingang am anderen Ende des Hauses, wo sich Überreste von Speisen und Werkzeuge fanden. Offenbar wurde der Essensbereich in der Nähe der Eingangstür abgetrennt.
In der letzten Phase der Siedlung (etwa 800 bis 750 v. Chr.) schrumpfte die Einwohnerzahl auf etwa 100 zusammen. Dennoch wurde das zentrale Gebäude massiver gestaltet und erweitert. Möglicherweise hatte das Oberhaupt der Siedlung eine ähnliche Stellung, wie wir sie aus Homer für den basileus kennen.